# (9589) Deridder
(9589) Deridder (1990 WU5) – planetoida z grupy pasa głównego asteroid okrążająca Słońce w ciągu 4,18 lat w średniej odległości 2,59 j.a. Odkryta 21 listopada 1990 roku.